# Гловацька Катерина Іванівна
Гловацька Катерина Іванівна (27 вересня 1921, Охтирка — 24 січня 2001, Київ) — українська філологиня, літературознавиця, перекладачка, письменниця, кандидатка філологічних наук (з 1959). Членкиня Спілки письменників СРСР (з 1982) й України (з 1984). Авторка переказів міфів давньої Греції, а також Гомерових «Іліади» й «Одіссеї».

## Життєпис
Народилася 27 вересня 1921 року в місті Охтирці Сумської області в сім'ї професора, вченого-агронома, директора селекційної станції. Переїхавши до Києва, здобула середню освіту в школі № 13, а потім вступила до філологічного факультету Київського університету імені Тараса Шевченка. Війна перервала навчання. Перебувала в евакуації, працюючи у Ташкенті на військовому заводі. Після війни повернулася до Києва і змогла закінчити навчання в університеті. Згодом закінчила i аспірантуру: її вчителем був український вчений-літературознавечь Олександр Іванович Білецький.
У 1957 році молодим кандидатом філологічних наук Катерина Гловацька прийшла працювати до Дитвидаву (згодом видавництво «Веселка») на посаду редактора. Вже на початку 60-х років вона очолила редакцію зарубіжної літератури видавництва «Веселка». Її ім'я найперше пов'язується з перекладацьким рухом 60-х років за збагачення мови перекладів, ініційований Миколою Лукашем та Григорієм Кочуром. Катерина Гловацька відстояла переклади своїх соратників та прогресивно мислячих перекладачів і підтримала мовний рівень перекладних видань «Веселки». У 1971 р. Катерині Гловацькій довелося піти з видавництва, через новий виток утиску української словесності.
З 1971 р. і до виходу на пенсію Катерина Гловацька викладала зарубіжну літературу та бібліографію на посаді доцента у Київському інституті культури.

## Творчість
Вела літературну діяльність поза основною роботою. Найбільш відомими були авторизовані перекази Гомерових «Одіссеї» (1969, «Веселка») та «Іліади» (1974, «Веселка»). Після видання цих переказів Катерина Гловацька стала членом Спілки письменників України і продовжила роботу над античною тематикою. Вона переказала міфи стародавньої Греції (1977, «Веселка»). Ці твори витримали кілька накладів у «Веселці» та інших видавництвах. 
Під час роботи у видавництві «Веселка» та в подальші роки Катерина Іванівна працювала на ниві української мови, перекладаючи твори відомих зарубіжних авторів — Г. Фалладу, Г. Вайзенборна, Ф. Дюрренматта, Е. Кестнера, Е.-М. Ремарка, Я. Корчаковську, Р. Лісковацького, Б. Келлермана, Г. Канта, К. Брукнера та ін.
Катерина Гловацька відома ще й як прозаїк; вона писала історичні есе про видатних людей в історії України: родину Симиренків «Роки мчать, змиваючи сліди», з якою була знайома з повоєнного часу (часопис «Київ», № 9–10, 1997); Юзефа Залуського, єпископа Київського XVIII ст. (часопис «Київ», № 9–10, 1999). За місяць до її раптової смерті побачила світ автобіографічна повість — «Повість про Бабу в червонім лахмітті» (часопис «Дніпро», № 11–12, 2000).

## Список праць

### Літературні перекази
- Гомерова «Одіссея» (1969, 1980, 2005, 2006, 2012, 2014);
- Гомерова «Іліада» (1974, 1981, 2005, 2012, 2014);
- Міфи Давньої Греції (1977, 1980, 1981, 1983, 1986, 1991, 2005, 2010);
- Крилатий кінь. Міфи Давньої Греції (1983).

### Переклади
з німецької
- Ганс Фаллада «Страшні гості» (1962)
- Вайзенборн Г. «Месник» (1964)
- Фрідріх Дюрренматт «Суддя та його кат» (1970, 1987, 1989)
- Брукнер К. «Золотий фараон» (1973)
- Еріх Кестнер «Еміль і детективи» (1978, 2011)
- Кант У., Родріан Ф., Пройс Г. Оповідання до збірки «Пантомель малює море» (1979)
- Аменда А. «Апасіоната» (1983) — у співавторстві з В. Шелестом;
- Кюхенмайстер К., Мейер Г. Оповідання до збірки «Зелен май» (1985)
- Еріх Марія Ремарк «На Західному фронті без змін» (1986, 2014)
- Кант Г. «Актовий зал» (1987)
- Кант У., Пройс Г. Оповідання до збірки «Глибокі сині сніги» (1989)
- Бернгард Келлерман «Танець смерті» (1990)
- Еріх Кестнер «Повісті» (1997)

з російської
- Іван Єфремов «Зоряні кораблі» (1965)

з польської
- Збігнєв Ненацький «Острів злочинців» (1967, 1970)
- Корчаковська Я. «Зустріч над морем» (1967)
- Лісковацький Р. «День сьомий і знову перший. Повернення з того берега» (1970)
- Левінська С. Ж. «Дві Альдони» (1998)

### Власні твори
- 1974 — «Дар рідному народові»
- 1997 — «З фронтового блокнота»
- 1997 — «Роки мчать, змиваючи сліди»
- 1999 — «Його серце поховане в Житомирі»
- 2000 — «Повість про Бабу в червонім лахмітті»